# Orlando Medina (Musiker)
Orlando Medina (Orlando Luis Giustino; * 30. März 1918; † 11. August 2004) war ein argentinischer Tangosänger.

## Leben
Medina gehört als Kind einem Trio namens Los Americanitos an. Dieses trat über längere Zeit in Pausenprogrammen in Kinos und Theatern, mit den Schauspielern Gogó Andreu und Marcos Zucker und dem Trío Gedeón und gelegentlich im Vorprogramm von Ignacio Corsini und Azucena Maizani auf. Im Kino Medrano sang er begleitet auf dem Bandoneon von dem nur wenig älteren Aníbal Troilo. Im Alter von 16 Jahren schloss er sich dem Orchester Armando Baliottis an, mit dem er bei Radio Stentor dessen Tango Desaliento nach einem Text von Luis Castiñeiras uraufführte.
1938 wurde er Mitglied im Orchester Héctor Varelas. Mit diesem trat er bis 1940 in Juan Beltramis wöchentlicher Radiosendung Los Ases Serán Sastres auf. Darauf debütierte er mit dem Orchester Ricardo Malerbas bei Radio Belgrano, wo er als Erster Enrique Cadícamos Tango El cuarteador sang. Mit Antonio Maida als zweitem Sänger trat er eine Saison lang im abendlichen Hauptprogramm des Carabets Marabú auf. Nach der Trennung von Malerba hatte er Auftritte bei Radio Belgrano und im Club La Armonía im Duo mit José Torres und später mit Carlos Heredia.
Mit einer eigenen Gruppe, bestehend aus seinen Freunden Elías Kaplan (Klavier), Atilio Cresta (Geige) und Roberto Marino (Bandoneon) tourte er durch mehrere Städte Argentiniens und trat in Julio Jorge Nelsons Programm El Éxito de Cada Orquesta bei Radio Mitre auf. Als Solosänger gehörte er schließlich dem Orchester Ricardo Pedevillas an. In seinen späteren Jahren ließ er sich als Gitarren- und Gesangslehrer in San Martín nieder. Einer seiner Schüler war der Sänger Néstor Rolán.